# Жировоазен
Жировоазен (фр. Girauvoisin) насеље је и општина у североисточној Француској у региону Лорена, у департману Меза која припада префектури Комерси.
По подацима из 2011. године у општини је живело 73 становника, а густина насељености је износила 14,43 становника/km². Општина се простире на површини од 5,06 km². Налази се на средњој надморској висини од 235 метара (максималној 370 m, а минималној 237 m).

## Демографија
| 1962. | 1968. | 1975. | 1982. | 1990. | 1999. | 2011. |
| ----- | ----- | ----- | ----- | ----- | ----- | ----- |
| 69    | 81    | 69    | 60    | 72    | 75    | 73    |

График промене броја становника у току последњих година